# Boris Podolsky
Boris Podolsky (em russo:  Борис Подольский; Taganrog, 26 de junho de 1896 — Cincinnati, 28 de novembro de 1966) foi um físico russo que imigrou para os Estados Unidos.
Trabalhou com Albert Einstein e Nathan Rosen e concebeu o Paradoxo EPR, que é de máxima importância para a física quântica.